# Laver
Laver är ett övergivet gruvsamhälle, som ligger cirka 15 kilometer sydväst om Vidsel och 50 kilometer väster om Älvsbyn i Norrbottens län. Liknande icke permanenta samhällen i samma län är Harsprånget, Messaure och Nautanen, som byggdes för att rivas efter att gruvan inte längre var ekonomiskt bärkraftig eller vattenkraftverket var färdigbyggt. Andra liknande samhällen, exempelvis Porjus, överlevde och är fortfarande bebodda.
I samhället Laver bodde cirka 350 personer. Det var 1936–1947 ett toppmodernt samhälle med fjärrvärme, rinnande vatten, vattentoaletter och elektriska spisar i varje hus, och hade simhall, biograf och ett modernt gatusystem. Med början kring årsskiftet 1946-47 påbörjades avvecklingen av byn och en del av husen flyttades till andra orter, som Folkets hus som flyttades till Överklinten. Kvar lämnades den idag vattenfyllda gruvan, betongfundament och skyddsrum.
Laver var en koppargruva som fick en kort livslängd på grund av malmens låga kopparhalt och lägre kopparpris. Laver är nu övergivet. Men gatusystem, dynamitförråd, samt mer och mindre tydliga rester av de hus som en gång funnits där finns kvar. Informationsskyltar om olika platser i Laver finns numera uppsatta.
Själva gruvsystemet går inte att komma in i, eftersom det vattenfyllts efter det att pumpningen av grundvattnet upphört. Dagbrottet är numera en 34 meter djup sjö med 35 meter i diameter.

## Planer på ny gruva
Boliden Mineral AB redogjorde i maj 2013 för provborrningar som påvisat en stor fyndighet med låga halter, vilken liknar fyndigheten i Aitik utanför Gällivare. Fyndigheten beskrevs som lättillgänglig och möjlig att brytas i ett dagbrott. Länsstyrelsen i Norrbotten avslog 2015 en tillståndsbegäran om brytning av såväl naturskydds- som renskötselskäl. Bergsstaten avslog Boliden Minerals ansökan om bearbetningskoncession i december 2016. Boliden överklagade detta beslut till regeringen i januari 2017.

## Kulturella influenser
Laver är sannolikt den spökstad som fått stå som förebild för den fiktiva spökstaden Mervas i Elisabeth Rynells roman Till Mervas.